# De eindafrekening 2007
De eindafrekening 2007 is de lijst van nummers die het tijdens het jaar 2007 het best hebben gedaan in de Afrekening, de wekelijkse lijst van Studio Brussel.
De eindafrekening 2007 werd op woensdag 2 januari 2008 gepresenteerd door An Lemmens en was te horen bij Studio Brussel. Het Verenigd Koninkrijk is het best vertegenwoordigd in de lijst met 17 noteringen. België en de Verenigde Staten volgen met 16. Canada (Arcade Fire en Billie Talent), Puerto Rico (tweemaal Gabriel Ríos) en Duitsland (tweemaal Tokio Hotel) hebben 2 noteringen. Rusland en Ierland hebben er 1.
| Nummer | Artiest                   | Titel                                 |
| ------ | ------------------------- | ------------------------------------- |
| 1      | Milow                     | You Don't Know                        |
| 2      | Kaiser Chiefs             | Ruby                                  |
| 3      | Tokio Hotel               | Monsoon                               |
| 4      | Foo Fighters              | The Pretender                         |
| 5      | Air Traffic               | Shooting Star                         |
| 6      | Muse                      | Map of the Problematique              |
| 7      | Mintzkov                  | One Equals a Lot                      |
| 8      | Fall Out Boy              | Thnks fr th Mmrs                      |
| 9      | The Smashing Pumpkins     | Tarantula                             |
| 10     | The White Stripes         | Icky Thump                            |
| 11     | Damien Rice               | 9 Crimes                              |
| 12     | Zornik                    | Black Hope Shot Down                  |
| 13     | Goose                     | Bring It On                           |
| 14     | Muse                      | Knights of Cydonia                    |
| 15     | Flip Kowlier              | De Grootste Lul Van 't Stad           |
| 16     | Balthazar                 | This Is a Flirt                       |
| 17     | Zornik                    | The Backseat                          |
| 18     | Muse                      | Invincible                            |
| 19     | Editors                   | An End Has a Start                    |
| 20     | Absynthe Minded           | Plane Song                            |
| 21     | Fixkes                    | Kvraagetaan                           |
| 22     | Regina Spektor            | Samson                                |
| 23     | Queens of the Stone Age   | Make It wit Chu                       |
| 24     | Editors                   | Smokers Outside the Hospital Doors    |
| 25     | Queens of the Stone Age   | 3's & 7's                             |
| 26     | Sioen                     | No Conspiracy At All                  |
| 27     | Zornik                    | Get Whatever You Want                 |
| 28     | My Chemical Romance       | Teenagers                             |
| 29     | Mika                      | Grace Kelly                           |
| 30     | My Chemical Romance       | Famous Last Words                     |
| 31     | Kings of Leon             | On Call                               |
| 32     | Billy Talent              | Fallen Leaves                         |
| 33     | Kate Nash                 | Foundations                           |
| 34     | Bloc Party                | The Prayer                            |
| 35     | Placebo                   | Meds                                  |
| 36     | Mintzkov                  | Ruby Red                              |
| 37     | Silversun Pickups         | Lazy Eye                              |
| 38     | The Chemical Brothers     | Do It Again                           |
| 39     | Queens of the Stone Age   | Sick, Sick, Sick                      |
| 40     | Mintzkov                  | Return & Smile                        |
| 41     | Kings of Leon             | Fans                                  |
| 42     | Air Traffic               | Charlotte                             |
| 43     | The Killers               | Bones                                 |
| 44     | Fall Out Boy              | This Ain't a Scene, It's an Arms Race |
| 45     | Gabriel Ríos              | Angelhead                             |
| 46     | Arcade Fire               | No Cars Go                            |
| 47     | Bloc Party                | Hunting For Witches                   |
| 48     | The Fray                  | How to Save a Life                    |
| 49     | The Kooks                 | Ooh La                                |
| 50     | Flip Kowlier              | Donderdagnacht                        |
| 51     | Tokio Hotel               | Übers Ende der Welt                   |
| 52     | Linkin Park               | What I've Done                        |
| 53     | Kaiser Chiefs             | The Angry Mob                         |
| 54     | Gabriel Ríos              | Baby Lone Star                        |
| 55     | The Van Jets              | Electric Soldiers                     |
| 56     | Arid                      | Words                                 |
| 57     | Plain White T's           | Hey There Delilah                     |
| 58     | De Grote PVDV Ochtendshow | Hey, Yves Leterme                     |
| 59     | Arctic Monkeys            | Fluorescent Adolescent                |
| 60     | Arctic Monkeys            | Brianstorm                            |

1985 · 1986 · 1987 · 1988 · 1989 · 1990 · 1991 · 1992 · 1993 · 1994 · 1995 · 1996 · 1997 · 1998 · 1999 · 2000 · 2001 · 2002 · 2003 · 2004 · 2005 · 2006 · 2007 · 2008 · 2009 · 2010 · 2011 · 2012 · 2013 · 2014